# Manilkara mochisia
Manilkara mochisia là một loài thực vật có hoa trong họ Hồng xiêm. Loài này được (Baker) Dubard mô tả khoa học đầu tiên năm 1915.